# Thomas Telford
Thomas Telford, član Kraljeve družbe in Kraljeve družbe v Edinburgu, škotski gradbeni inženir, arhitekt in kamnosek, znan kot graditelj cest, mostov in kanalov, * 9. avgust 1757, † 2. september 1834. 
Potem ko se je uveljavil kot inženir cestnih projektov in projektov prekopov v Shropshiru, je zasnoval številne infrastrukturne projekte na rodnem Škotskem, tudi pristanišča in predore. Ker je bil plodovit in ugleden graditelj cest in z njimi povezanih mostov, je dobil vzdevek The Colossus of Roads in zaradi vodenja vseh vrst gradbeniških del v začetku 19. stoletja je bil izvoljen za prvega predsednika Ustanove za gradbene inženirje (Institution of Civil Engineers), ki ga je obdržal 14 let, vse do svoje smrti.

## Zgodnja kariera
Telford se je rodil 9. avgusta 1757 v Glendinningu, na hribovski kmetiji, 3 milje zahodno od Eskdalemuirja Kirka v podeželski župniji Westerkirk v Eskdalu, Dumfriesshire. Njegov oče John Telford je bil pastir in je umrl kmalu po tem, ko se je rodil Thomas. Odraščal je v revščini ob materi Janet Jackson (umrla je 1794).
Ko je bil star 14 let, je postal vajenec in se izučil za kamnoseka. Nekaj njegovih prvih del je še vedno mogoče videti na mostu čez reko Esk v Langholmu ob škotski meji. Nekaj časa je dela v Edinburgu. Leta 1782 se je preselil v London. Po srečanju arhitektov Roberta Adama in sira Williama Chambersa je sodeloval pri gradnji prizidka Somerset House. Po dveh letih je našel delo v ladjedelnici Portsmouth. Čeprav je bil še vedno  samouk, je svojo nadarjenost vložil v gradbene načrte, oblikovanje in vodenje gradbenih projektov.
Leta 1787 je s pomočjo svojega bogatega mecena Williama Pulteneyja postal geodet za javna dela v Shropshiru. Nizke gradnje kot veda so bile še vedno na začetku, zato je Telford postal arhitekt. Njegovi projekti so vključevali obnovo gradu Shrewsbury, mestne zapore (med načrtovanjem se je srečal z vodilnim reformatorjem zaporov Johnom Howardom), cerkev Marije Magdalene, Bridgnorth in druge cerkve svetega Mihaela v Madeleyju. Leta 1788 so ga prosili, da svetuje glede puščanja strehe v cerkvi svetega Chada v Shrewsburyju. Opozoril je, da je cerkev v nevarnosti, da se poruši; njegov ugled takrat še ni bil velik, a čez tri dni se je res porušila. Arhitekt se kljub temu ni strinjal z njeno zamenjavo.
Kot okrajni inšpektor Shropshira je bil Telford odgovoren tudi za mostove. Leta 1790 je zasnoval most na cesti London–Holyhead čez reko Severn v Montfordu, prvega od približno 40 mostov, zgrajenih v Shropshiru, vključno z velikimi prečkanji reke Severn v Buildwasu in Bridgnorthu. Most v Buildwasu je Telfordov prvi železni most. Bil je pod vplivom mostu Abrahama Darbyja v Ironbridgeu in ugotovil, da je prevelik in da je bilo veliko sestavnih delov slabo odlitih. Nasprotno je bil njegov most 10 m daljši v razponu in polovico lažji (danes ga ni več). Bil je eden prvih inženirjev, ki je pred začetkom gradnje temeljito preizkusil material. Ko je njegova inženirska hrabrost rasla, je ta material uporabil večkrat.
Leta 1795 je bil most v Bewdleyju v Worcestershiru porušen v zimskih poplavah in Telford je oblikoval njegovo zamenjavo. Iste zimske poplave so porušile tudi most pri Tenburyju. Ta most čez reko Teme je bil skupen za Worcestershire in Shropshire. Most je ovinek pri povezavi obeh župnij. Telford je popravil severni (shropshirski) konec mostu.

## Prekop Ellesmere
Telfordov ugled v Shropshiru je leta 1793 pripomogel, da je bil določen za načrtovanje in gradnjo prekopa Ellesmere, ki naj bi povezal železarne in premogovnike v Wrexhamu prek severozahodnega mesta Ellesmere s Chestrom z uporabo obstoječega prekopa Chester, nato pa z reko Mersey.
Med drugim je Telford sodeloval tudi pri spektakularnem akvaduktu Pontcysyllte čez reko Dee v Vale of Llangollen. Uporabil je nov način gradnje, ki sestoji iz korita, izdelanega iz litoželeznih plošč, položenih na zidane opornike. Dolg je več kot 300 m in je na višini 38 m nad dolino. Sestavljen je iz 19 lokov, med vsakim je razpon 45 čevljev. Ker je bil pionir pri uporabi litega železa za velike zakovičene strukture, je iznašel nove tehnike, kot je uporaba vrelega sladkorja in svinca za tesnilo med železnimi vezmi. Ugledni graditelj kanalov inženir William Jessop je sicer nadziral projekt, vendar je natančno izvedbo prepustil Telfordu. Akvadukt je bil uvrščen na Unescov seznam svetovne dediščine.
V istem obdobju je sodeloval tudi pri načrtovanju in gradnji prekopa Shrewsbury. Kot prvotni inženir je Josiah Clowes umrl leta 1795 in Telford ga je nasledil. Eden izmed dosežkov Telforda pri tem projektu je bil načrt akvadukta iz litega železa na Longdon-on-Tern, ki je starejši od Pontcysyllta in precej večji od prvega litoželeznega akvadukta v Veliki Britaniji, ki ga je gradil Benjamin Outram na kanalu Derby samo nekaj mesecev. Akvadukt ni več v uporabi, vendar je ohranjen kot prepoznaven objekt kanalskega inženiringa.
Prekop Ellesmere je bil končan leta 1805 in kljub njegovi odgovornosti za gradnjo je Telfordov ugled gradbenega inženirja pomenil, da je ves čas sodeloval pri številnih drugih projektih. Med njimi so bili oskrba z vodo za Liverpool, izboljšave londonskega območja ladjedelnice in obnova londonskega mostu čez Temzo (okoli 1800).
Predvsem (in spet pod vplivom Williama Pulteneyja) je leta 1801 Telford pripravil glavni projekt za izboljšanje komunikacije v Škotskem višavju, ogromen projekt, ki naj bi trajal približno 20 let. Vključeval je gradnjo Kaledonijskega prekopa (Caledonian Canal) vzdolž Great Glena in preoblikovanje delov prekopa Crinan, okoli 1480 km novih cest, več kot tisoč novih mostov (tudi most Craigellachie), številne izboljšave pristanišč (tudi Aberdeen, Dundee, Peterhead, Wick, Portmahomack in Banff) in 32 novih cerkva.
Telford je gradil tudi ceste na Škotskem nižavju, 296 km novih cest in številnih mostov, od 34 m kamnitega mostu čez Dee v Tonguelandu v Kirkcudbrightu (1805–06) do 39 m visokega mostu blizu Lanarka čez Cartland Crags (1822).
Telford se je leta 1806 posvetoval s švedskim kraljem o gradnji kanala med Göteborgom in Stockholmom. Njegovi načrti so bili sprejeti in gradnja prekopa Göta se je začela leta 1810. Telford je odpotoval na Švedsko in v tem času vodil nadzor nekaterih pomembnejših prvih izkopavanj.
Veliko Telfordovih projektov je bilo sprejetih zaradi njegove vloge, ki jo je imel kot član Exchequer Bill Loan Commission, organa, ustanovljenega na podlagi zakona o zaposlovanju revnih (Poor Employment Act) leta 1817, za pomoč pri financiranju projektov javnih del, ki bi ustvarjala nova delovna mesta. 

## 'Colossus of Roads'
V poznejših letih je Telford skrbel za obnovo odsekov cest iz Londona v Holyhead, nalogo, ki jo je končal njegov pomočnik John MacNeill v desetih letih; danes je velik del trase del ceste A 5, zdaj deli A 45, A 41 in A 464 skozi mesta Coventry, Birmingham in Wolverhampton. Med Londonom in Shrewsburyjem so bile potrebne izboljšave, nekaj pa je bilo tudi novogradnje. Pomembne značilnosti tega dela poti so most Waterloo čez reko Conwy v Betws-y-Coedu, vzpon od tam do vasi Capel Curig in nato spust s prelaza Nant Ffrancon do Bangorja. Med vasjo Capel Curig in Bethesdomom v dolini Ogwen se je Telford oddaljil od prvotne ceste, ki so jo Rimljani zgradili med zasedbo na tem območju.
Na otoku Anglesey je bil zgrajen nov nasip čez Stanley Sands v Holyhead. Prečkanje Menajske ožine  je bil največji izziv, ki ga je premagal z visečim mostom (1819–26). Z razponom 176 m je bil najdaljši viseči most v tistem času. V primerjavi s sodobnimi visečimi mostovi je Telford kot kable uporabljal posamezno povezane 2,9-metrske železne palice. 
Telford je delal tudi na obalni cesti v severnem Walesu med Chesterjem in Bangorjem skupaj z drugim pomembnim visečim mostom pri Conwyju, katerega gradnja se je začela istega leta kot za Menajski most.
Telford je zasnoval tudi cesto, ki je prečkala središče otoka Arran. Imenovana je bila "String road". To pot prečka puščoben in težek teren, da bi se promet med vzhodno in zahodno obalo Arrana izognil vijugasti obalni cesti. Njegovo delo pri izboljšanju ceste Glasgow–Carlisle, pozneje je postala A 74, je bilo opisan kot vzorec za prihodnje inženirje. 
Telford je izboljšal metode za gradnjo makadamskih cest, izboljšal je izbora kamna glede na debelino, pri čemer je upošteval prometne obremenitve, horizontalne in vertikalne elemente in teren.
Vzdevek Colossus of Roads je Telfordu dal njegov prijatelj Robert Southey. Telford si je pridobil ugled kot mož besede, kar je morda vredno več kot njegova slava inženirja. Med letoma 1779 in 1784 je objavil tudi svojo poezijo. 
Leta 1821 je bil izvoljen za tujega člana Švedske kraljeve akademije znanosti.

## 'Telfordove cerkve'
Leta 1823 je parlament sprejel zakon o donaciji 50.000 £ za gradnjo do 40 cerkva in župnišč v skupnostih brez cerkvenih stavb (drugo ime: "parlamentarna cerkev" ali "parlamentarni kirk"). Skupni strošek ni smel presegati 1500 £ na katerem koli kraju. Telford je bil izbran za pripravo projektov. Razvil je preprosto obliko cerkve s tlorisom v obliki črke T in dvema  vrstama župnišč – enonadstropno in dvonadstropno, prilagodljivo kraju in možnostim temeljenja, iz opeke ali kamna, po 750 £ za vsak objekt. Od 43 prvotno načrtovanih cerkva so jih sčasoma zgradili 32 okoli Škotskega višavja in na otokih (11 je bilo prenovljenih). Zadnja od teh cerkva je bila zgrajena leta 1830. 

## Pozna kariera
Druga Telfordova dela so: doki svete Katarine (St. Katharine Docks) (1824–1828) v bližini Tower Bridgea v osrednjem Londonu,ko je delal z arhitektom Philipom Hardwickom, gloucestrski in berkeleyjski ladijski kanal (danes Gloucestrsko-Sharpnesski kanal), Over Bridge v bližini Gloucestra, drugi predor Harecastle na kanalu Trent in Mersey (1827) in skupni kanal pri Birminghamu in Liverpoolu (danes del kanala Shropshire Union), ki so ga začeli graditi maja 1826, vendar je bil  končal po Telfordovi smrti januarja 1835. Med njegovo gradnjo leta 1829 je bil most Galton najdaljši enopolni most na svetu. Zgradil je tudi pristanišče Whitstable v Kentu leta 1832 in na kraku železnice Canterbury-Whitstable nenavaden sistem za izpiranje blata s pomočjo plimskega rezervoarja. Prav tako je za Jamesom Brindleyjem, ki je umrl zaradi čezmernega garanja, dokončal Grand Trunk (kanal Trent in Mersey).
Leta 1820 je bil Telford imenovan za prvega predsednika Ustanove za gradbene inženirje in ostal vse do svoje smrti. 

## Telfordova smrt
Telfordov mladi risar in referent George Turnbull je v letih 1830–1834 v svojih dnevniških zapisih napisal:
23. [avgust 1834] je bil g. Telford resno bolan, zelenkaste barve, za katero je bil odgovoren ... postajal je slabši in slabši ... [kirurgi] so ga obiskali dvakrat na dan, vendar je bilo zaman, ker je umrl 2. septembra, zelo mirno, ob približno petih popoldne. ... Njegov stari služabnik James Handscombe in jaz sva bila edina v hiši [24 Abingdon Street, London], ko je umrl. Nikoli ni bil poročen. G. Milne in g. Rickman sta bila, ni dvoma, Telfordova najbolj intimna prijatelja. ... šel sem h gospodu Milneju in pod njegovim vodstvom ... naredil vse dogovore o hiši in dopisovanja. ... Telford ni imel krvnih sorodnikov, ki bi jih poznali. Pogreb je bil 10. septembra v Westminstrski opatiji. ... Gospod Telford je bil najbolj genialen in prekrasen spremljevalec, njegov smeh je bil najbolj prisrčen, kar sem jih kdaj slišal, bilo mi je v veselje, da sem bil v njegovi družbi. 

## Odlikovanja
Leta 2011 je bil eden od prvih sedmih odlikovancev Scottish Engineering Hall of Fame.  Nagrado je leta 2011 ustanovila Ustanova inženirjev in ladjarjev na Škotskem, nove odlikovance pa določijo vsako leto.

## Mostovi, ki jih je projektiral Telford
Thomas Telford je v svoji karieri zasnoval številne mostove in akvadukte, med njimi:
| Leto | Ime / kraj               | Premostitev                           |
| ---- | ------------------------ | ------------------------------------- |
|      | most London – projekt    | Temza                                 |
|      | most Potarch             | reka Dee                              |
| 1792 | most Clachan             | Clachan Sound                         |
| 1792 | most Montford            | Severn                                |
| 1796 | most Buildwas            | Severn                                |
| 1796 | akvadukt Longdon-on-Tern | reka Tern                             |
| 1797 | most Coundarbour         | Cound Brook                           |
| 1798 | most Bewdley             | Severn                                |
| 1801 | akvadukt Chirk           | kanal Llangollen prek doline Ceiriog  |
| 1805 | akvadukt Pontcysyllte    | reka Dee                              |
| 1806 | akvadukt Glen Loy        | kanal Caledonian                      |
| 1808 | most Tongland            | reka Dee                              |
| 1809 | most Dunkeld             | reka Tay                              |
| 1810 | most Bridgnorth          | Severn                                |
| 1812 | most Bonar               | reka Carron                           |
| 1813 | most Telford             | reka Moriston                         |
| 1815 | most Craigellachie       | reka Spey                             |
| 1815 | most Dunans              | pri gradu Dunans                      |
| 1815 | most Waterloo            | reka Conwy , Betws-y-Coed             |
| 1816 | most Broomielaw          | reka Clyde, Glasgow                   |
| 1819 | most Bannockburn         | potok Bannock Burn                    |
| 1820 | most Cantlop             | Cound Brook                           |
| 1823 | Stanleyjev nasip         | povezuje otok Anglesey in Holy Island |
| 1824 | Aldfordfov železni most  | reka Dee, Eaton Hall                  |
| 1826 | most Conwy               | reka Conwy                            |
| 1826 | most Menai               | ožina Menai                           |
| 1826 | most Mythe Bridge        | Severn                                |
| 1827 | most Holt Fleet Bridge   | Severn                                |
| 1827 | most Over Bridge         | Severn                                |
| 1827 | most pri vasi Keig\|     | reka Don                              |
| 1829 | most Galton Bridge       | Birminghamski kanal                   |
| 1831 | most Dean                | reka Water of Leith, Edinburgh        |
| 1831 | most Lothian Bridge      | reka Tyne                             |

## Kraji, imenovani po Telfordu

### Telford New Town
Ko so leta 1968 zgradili novo mesto na območju Wrekin v Shropshiru, so ga imenovali Telford v njegovo čast. Leta 1990 so eno od prvih britanskih šol City Technology Colleges v Telfordu imenovali po njem. Šola Thomasa Telforda je med najuspešnejšimi srednjimi šolami v državi. 

### Telford, Pensilvanija
Borough County Line v Montgomery County v Pensilvaniji je leta 1857 spremenila ime v Telford. North Pennsylvania Railroad Company je imenovala svojo novo postajo "Telford" v čast Thomasa Telforda.

### Edinburški Telfordov Kolidž
Edinburški Telfordov kolidž (vključen v Edinburški kolidž od oktobra 2012) je bil imenovan v čast slavnega inženirja. 

### Telfordov most za pešce
Leta 2008 je bila brv, zgrajena nad kanalom Shubenacadie v Dartmouthu, Nova Škotska, imenovana po Telfordu, ki je pomembno prispeval h Kanadskemu kanalu v 19. stoletju. 

## Avtobiografija
Telfordova avtobiografija z naslovom Življenje Thomasa Telforda, gradbenega inženirja, ki sem jo napisal sam (The Life of Thomas Telford, Civil Engineer, written by himself), je izšla leta 1838.